# NWA United States Tag Team Championship (Florida version)
L'NWA United States Tag Team Championship (Florida version) è stato un titolo della divisione tag team della federazione Championship Wrestling from Florida (CWF), territorio della National Wrestling Alliance (NWA).
Il titolo fu attivo dal 1961 al 1986, con diversi periodi in cui fu disattivato.

## Storia
I territori della National Wrestling Alliance erano tenuti a riconoscere un solo campione mondiale dei pesi massimi, ma la NWA consentiva ad ognuno di essi di stabilire i propri titoli. In seguito alla nascita delle numerose versioni del NWA World Tag Team Championship, alcune federazioni iniziarono ad introdurre dei titoli secondari per la categoria tag team, promuovendoli spesso come American Tag Team Championship o come National Tag Team Championship.
La Championship Wrestling from Florida (CWF) introdusse il suo NWA United States Tag Taem Championship una prima volta nel 1961, assegnandolo ad Al Costello e Roy Heffernan, ma smise di usarlo appena un anno dopo, sostituendolo con un proprio titolo di coppia. Fu riportato in auge nel 1978, ma anche in questo caso ebbe vita breve, venendo abbandonato nel 1980 per essere sostituito dal NWA North American Tag Team Championship e dal NWA Florida Global Tag Team Championship. Un terzo periodo di attività iniziò nel 1983, stavolta durato tre anni, prima di essere abbandonato definitivamente nel 1986, quando la CWF riadottò il NWA Florida Tag Team Championship e iniziò a riconoscere la versione Mid-Atlantic del NWA United States Tag Team Championship.

## Albo d'oro
| Legenda  |                                                                               |
| -------- | ----------------------------------------------------------------------------- |
| #        | Indica il numero del regno titolato                                           |
| Regno    | Viene indicato il numero del regno del campione                               |
| Data     | La data in cui il titolo è stato vinto                                        |
| Località | Indica il luogo in cui il titolo è stato vinto                                |
| Note     | Indica notizie particolari riguardanti i cambi di titolo o altre informazioni |

| #  | Campione                               | Regno | Data              | Giorni | Località                 | Evento     | Note | Fonti |
| -- | -------------------------------------- | ----- | ----------------- | ------ | ------------------------ | ---------- | --- | ----- |
| 1  | Al Costello e Roy Heffernan            | 1     | gennaio 1961      | --     | --                       | House show | Costello e Heffernan furono insigniti del titolo di campioni inaugurali quando si unirono alla federazione. |       |
| 2  | Dick Steinborn e Eddie Graham          | 1     | novembre 1961     | --     | Miami, Florida           | House show | |       |
| 3  | Taro Miyake e Tojo Yamamoto            | 1     | 16 novembre 1961  | 14     | Jacksonville, Florida    | House show | |       |
| 4  | Dick Steinborn e Eddie Graham          | 2     | 30 novembre 1961  | 57     | Jacksonville, Florida    | House show | |       |
| 5  | Assassin #1 e Assassin #2              | 1     | 26 gennaio 1962   | 91     | Atlanta, Georgia         | House show | |       |
| —  | Vacante                                | —     | 27 aprile 1962    | —      | —                        | —          | Il titolo fu reso vacante in seguito ad un incontro titolato finito in parità. |       |
| 6  | Bob Ellis e Ray Gunkel                 | 1     | 4 maggio 1962     | 8      | Atlanta, Georgia         | House show | Vincendo uno spareggio contro gli Assassins |       |
| 7  | Assassin #1 e Assassin #2              | 2     | 12 maggio 1962    | --     | --                       | --         | |       |
| —  | Disattivato                            | —     | 1962              | —      | —                        | —          | Il titolo fu disattivato e sostituito da altri titoli regionali. |       |
| 8  | Jimmy Valiant e Johnny Valiant         | 1     | 1 gennaio 1978    | 24     | Florida                  | House show | |       |
| 9  | Mike Graham e Steve Keirn              | 1     | 25 gennaio 1978   | 27     | Miami, Florida           | House show | |       |
| 10 | Jack Brisco e Jerry Brisco             | 1     | 21 febbraio 1978  | 7      | Tampa, Florida           | House show | |       |
| 11 | Mike Graham e Steve Keirn              | 2     | 28 febbraio 1978  | 103    | Miami, Florida           | House show | Graham sconfisse Jack Brisco in un match singolo per conquistare il titolo. |       |
| 12 | Mr. Saito e Mr. Sato                   | 1     | 11 giugno 1978    | 38     | --                       | House show | |       |
| 13 | Mike Graham e Steve Keirn              | 3     | 19 luglio 1978    | 7      | Miami, Florida           | House show | |       |
| 14 | Mr. Saito e Mr. Sato                   | 2     | 26 luglio 1978    | 9      | --                       | House show | |       |
| 15 | Mike Graham e Steve Keirn              | 4     | 4 agosto 1978     | 22     | --                       | House show | |       |
| 16 | Mr. Saito e Mr. Sato                   | 3     | 26 agosto 1978    | 74     | Lakeland, Florida        | House show | |       |
| 17 | Dick Slater e Killer Karl Kox          | 1     | 8 novembre 1978   | --     | Florida                  | House show | |       |
| —  | Vacante                                | —     | dicembre 1978     | —      | —                        | —          | Il titolo fu reso vacante in seguito alla divisione del tag team. |       |
| 18 | Jimmy Garvin e Killer Karl Kox (2)     | 1     | 5 dicembre 1978   | 42     | Tampa, Florida           | House show | Vincendo uno spareggio contro Bob Roop e Dick Slater. |       |
| 19 | Mr. Saito e Mr. Sato                   | 4     | 16 gennaio 1979   | 14     | Florida                  | House show | |       |
| 20 | Jack Brisco e Jerry Brisco             | 2     | 30 gennaio 1979   | 18     | Florida                  | House show | |       |
| 21 | Jos LeDuc e Thor the Viking            | 1     | 17 febbraio 1979  | 12     | Florida                  | House show | |       |
| 22 | Jimmy Garvin (2) e Killer Karl Kox (3) | 2     | 1 marzo 1979      | 11     | Florida                  | House show | |       |
| 23 | Jos LeDuc (2) e Pak Song               | 1     | 12 marzo 1979     | 5      | Florida                  | House show | |       |
| —  | Vacante                                | —     | 17 marzo 1979     | —      | —                        | —          | Il titolo fu reso vacante quando LeDuc lasciò il territorio. |       |
| 24 | Killer Khan e Pak Song (2)             | 1     | 31 marzo 1979     | 67     | --                       | House show | Vincendo uno spareggio contro Larry Latham e Wayne Ferris |       |
| 25 | Mike Graham e Steve Keirn              | 5     | 6 giugno 1979     | 0      | Florida                  | House show | |       |
| 26 | Jos LeDuc (3) e Don Muraco             | 1     | 6 giugno 1979     | --     | Florida                  | House show | |       |
| —  | Vacante                                | —     | agosto 1979       | —      | —                        | —          | Il titolo fu reso vacante per motivi non noti. |       |
| 27 | Bugsy McGraw e Dusty Rhodes            | 1     | 14 luglio 1980    | --     | Tampa, Florida           | House show | In un torneo per riassegnare il titolo vacante, sconfiggendo in finale Dory Funk Jr. e Terry Funk |       |
| —  | Disattivato                            | —     | settembre 1980    | —      | —                        | —          | Il titolo fu abbandonato e rimpiazzato da NWA North American Tag Team Championship e NWA Florida Global Tag Team Championship.                                                                                          |       |
| 28 | Elijah Akeem e Kareem Muhammad         | 1     | 26 settembre 1983 | 40     | Nuovo Messico            | House show | In un torneo, mai realmente tenutosi, per riassegnare il titolo. |       |
| 29 | Blackjack Mulligan e Dusty Rhodes (2)  | 1     | 5 novembre 1983   | 24     | Lakeland, Florida        | House show | |       |
| 30 | One Man Gang e Ron Bass                | 1     | 29 novembre 1983  | 43     | Tampa, Florida           | House show | Sconfiggendo Rhodes e Mike Davis, che sostituiva Blackjack Mulligan. |       |
| 31 | Mike Davis e Mike Rotunda              | 1     | 11 gennaio 1984   | 26     | Tampa, Florida           | House show | |       |
| 32 | Black Bart e Ron Bass (2)              | 1     | 6 febbraio 1984   | 37     | West Palm Beach, FLorida | House show | |       |
| 33 | Barry Windham e Mike Rotunda (2)       | 1     | 14 marzo 1984     | 13     | Miami, Florida           | House show | |       |
| 34 | Black Bart (2) e Ron Bass (3)          | 2     | 27 marzo 1984     | 8      | Florida                  | House show | |       |
| 35 | Barry Windham (2) e Mike Rotunda (3)   | 2     | 4 aprile 1984     | 21     | Florida                  | House show | |       |
| 36 | Black Bart (3) e Ron Bass (4)          | 3     | 25 aprile 1984    | 31     | Miami, Florida           | House show | |       |
| 37 | Barry Windham (3) e Mike Rotunda (4)   | 3     | 26 maggio 1984    | 8      | Sarasota, Florida        | House show | |       |
| 38 | Black Bart (4) e Ron Bass (5)          | 4     | 3 giugno 1984     | 16     | Florida                  | House show | |       |
| 39 | Barry Windham (4) e Mike Rotunda (5)   | 4     | 19 giugno 1984    | 25     | Florida                  | House show | |       |
| 40 | Chavo Guerrero Sr. e Héctor Guerrero   | 1     | 14 luglio 1984    | 88     | Florida                  | House show | |       |
| 41 | Jim Neidhart e Krusher Kruschev        | 1     | 3 ottobre 1984    | 90     | Tampa, Florida           | House show | Sconfiggendo Héctor Guerrero e Coca Samoa, che sostituiva Chavo Guerrero Sr. |       |
| 42 | Jay Youngblood e Mark Youngblood       | 1     | 1 gennaio 1985    | 56     | Tampa, Florida           | House show | |       |
| 43 | Koko Ware e Norvell Austin             | 1     | 26 febbraio 1985  | 7      | Tampa, Florida           | House show | | [ 2 ] |
| 44 | Jay Youngblood e Mark Youngblood       | 2     | 5 marzo 1985      | 42     | Tampa, Florida           | House show | | [ 3 ] |
| 45 | Jesse Barr e Rick Rude                 | 1     | 16 aprile 1985    | 84     | Tampa, Florida           | House show | |       |
| 46 | Billy Jack Haynes e Wahoo McDaniel     | 1     | 9 luglio 1985     | --     | Tampa, Florida           | House show | |       |
| —  | Vacante                                | —     | dicembre 1985     | —      | —                        | —          | Il titolo fu reso vacante quando Haynes e McDaniel si divisero dopo aver perso il NWA National Tag Team Championship contro Arn Anderson e Ole Anderson.                                                                |       |
| 47 | Stan Lane e Steve Keirn (6)            | 1     | 12 luglio 1986    | 87     | Portland, Oregon         | House show | In un torneo, mai realmente tenutosi, per riassegnare il titolo. | [ 4 ] |
| 48 | Butch Miller e Luke Williams           | 1     | 7 ottobre 1986    | 54     | Tampa, Florida           | House show | |       |
| 49 | Stan Lane (2) e Steve Keirn (7)        | 2     | 30 novembre 1986  | 16     | Tampa, Florida           | House show | |       |
| 50 | Hacksaw Higgins e Kareem Muhammad (2)  | 1     | 16 dicembre 1986  | 1      | Tampa, Florida           | House show | Vincendo per forfait degli avversari. |       |
| —  | Disattivato                            | —     | 17 dicembre 1986  | —      | —                        | —          | Higgins fu licenziato dalla federazione e il titolo fu abbandonato. La CWF introdusse il NWA Florida Tag Team Championship e iniziò a riconoscere la versione Mid-Atlantic del NWA United States Tag Team Championship. |       |